# Tata Hexa
Tata Hexa — индийский внедорожник производства Tata Motors. Пришёл на смену модели Tata Aria. Внедорожник Tata Hexa впервые был представлен на Женевском автосалоне в 2016 году. Серийное производство автомобиля стартовало в январе 2017 года. За основу модели Hexa было взято шасси Tata Aria.
Дизайн салона был разработан в Великобритании, Индии и Италии. Модификации Tata Hexa отличаются друг от друга салоном, мощностью и крутящим моментом двигателя. За всю историю производства на автомобиль Tata Hexa ставили двигатель внутреннего сгорания Varicor.
В Индии к Tata Hexa относились критически, в связи с чем производство автомобиля было заморожено в 2020 году.

## Модификации
| Модель           | Двигатель   | Объём    | Трансмиссия  | Мощность                               | Крутящий момент              |
| ---------------- | ----------- | -------- | ------------ | -------------------------------------- | ---------------------------- |
| XE               | Varicor 320 | 2179 см3 | 5-скор. МКПП | 110,32 кВт (150 л. с.) при 4000 об/мин | 320 Н*м при 1500—3000 об/мин |
| XM XM+ XT XT 4x4 | Varicor 400 | 2179 см3 | 6-скор. МКПП | 114,73 кВт (156 л. с.) при 4000 об/мин | 400 Н*м при 1750—2500 об/мин |
| XMA XTA          | Varicor 400 | 2179 см3 | 6-скор. АКПП | 114,73 кВт (156 л. с.) при 4000 об/мин | 400 Н*м при 1750—2500 об/мин |